# Arvid Lindman
Salomon Arvid Achates Lindman (Upsala, condado de Upsala, 19 de septiembre de 1862-Croydon, Inglaterra, 9 de diciembre de 1936), almirante, industrial y político conservador sueco, primer ministro de su país entre el 29 de mayo de 1906 y el 7 de octubre de 1911, y entre el 2 de octubre de 1928 y el 7 de junio de 1930.
Nació en Upsala, hijo del director general Achates Lindman y de Ebba Dahlgren. Su carrera como oficial naval entre 1882 y 1892 alcanzó su culminación en 1907, cuando fue nombrado Almirante Real en la reserva naval. Durante su carrera política posterior, fue conocido  generalmente como "el almirante". Lindman fue jefe ejecutivo del bruk Iggesunds entre 1892 y 1903, y de los bruks de Strómbacka AB entre 1903 y 1923. En 1904 se convirtió también en director general de Televerket.
En 1902 declinó asumir el puesto de ministro de Finanzas en el segundo gabinete de Erik Gustaf Boström, pero comenzó una carrera política en 1905, al convertirse en ministro de Marina del amplio gabinete de Christian Lundeberg y miembro de la primera cámara del Riksdag. 
Cuando el gabinete liberal de Carl Staaff fracasó en la cuestión del sufragio, Lindman asumió como primer ministro de un gobierno moderado-conservador. Mediante una gran habilidad política, consiguió resolver la cuestión del sufragio, a través de la decisión del sufragio universal masculino, de acuerdo al principio de doble proporcionalidad, es decir, con elecciones proporcionales para las dos cámaras. Durante los seis años de su gobierno, se realizaron una serie de reformas en las áreas de la industria, la educación y las políticas sociales. Se creó un comité de defensa, se tomaron decisiones para fortalecer la marina, y la posición internacional de Suecia fue confirmada en los acuerdos nórdicos y del mar Báltico. La oposición política y económica resultó en la huelga general de 1909. Pero la misma falló, y el gobierno de derecha pudo permanecer en el poder.   
El sufragio extendido contribuyó al éxito de los partidos de izquierda, los liberales y los socialdemócratas en la elección para la segunda cámara en 1911. Lindman pasó a la segunda cámara, donde fue jefe de la derecha en dicha rama entre 1912 y 1935, con una interrupción en 1917, cuando se transformó en ministro de Asuntos Exteriores en el gabinete de Carl Swartz. Como líder político de la derecha, aconsejó al rey Gustavo V la creación de los gabinetes de Hjalmar Hammarskjöld y de Swartz, con el objetivo de bloquear al líder conservador de la primera cámara, Ernst Trygger, de línea más dura. 
Durante los años 1913 a 1935, Lindman fue jefe de la organización nacional de los partidos de derecha, la Unión General Electoral, y como tal fue una fuerza de empuje en la tarea de modernizar la organización partidaria, especialmente después de la reforma constitucional de 1918 que instituyó el sufragio universal masculino. Entre otras cosas, alquiló un aeroplano para llevarlo a tours de conferencias a través del país, e introdujo el cartel político.
Tras una dura campaña electoral en 1928, cuando los socialdemócratas tuvieron grandes pérdidas en las elecciones, Lindman formó un gobierno derechista en minoría, después de que los liberales y los independientes rechazaran la propuesta del Rey para un amplio gobierno de centro-derecha en mayoría. Entre las cosas que este gobierno hizo, debe mencionarse el llamamiento en 1928 a una conferencia de paz en el lugar de trabajo (un intento de terminar con las frecuentes huelgas y lock-outs). El gobierno renunció en 1930, después de que los independientes y los socialdemócratas bloquearon la propuesta de gravar con impuestos aduaneros a los granos, lo que tenía el objetivo de reforzar el sector agrario.
Lindman fue un líder partidario moderno, que con involucramiento y elocuencia se dirigía directamente a los votantes. Tanto como industrial como en la faz política, era muy enérgico y orientado a los objetivos. Era un conservador pragmático sin perder sus principios. Era un buen agente pacificador, que podía buscar una política de compromiso con sus adversarios políticos. Durante el ascenso de los movimientos antidemocráticos en Europa, actuó como un guardián de los principios de gobierno del pueblo y se pronunció clara y firmemente contra el nazismo y el fascismo. Cuando la organización de jóvenes de los partidos de derecha comenzó a organizar grupos de acción fascistas uniformados en los años 30, Lindman se encargó de que fueran expulsados del partido. El «sincero agradecimiento por encima de las líneas de batalla» del líder socialdemócrata Per Albin Hansson, cuando Lindman renunció a sus cargos públicos en 1935, fue una expresión del enorme respeto de que éste gozaba.  
Lindman estaba casado desde 1888 con Annie Almström, con la que tuvo tres hijos. Era también primo de Alex Lindman.
Falleció el 9 de diciembre de 1936 al estrellarse en el despegue en el aeropuerto de Croydon el Douglas DC-2 de KLM en vuelo regular Londres-Ámsterdam en el que viajaba. El avión estaba pilotado por el austrohúngaro Ludwig Hautzmayer, un antiguo as de la aviación de la Primera Guerra Mundial. Murieron 15 de las 17 personas a bordo, entre ellas el diseñador aeronáutico español Juan de la Cierva.  
| Predecesor: Karl Staaff       | Primer ministro de Suecia 1906-1911 | Sucesor: Karl Staaff       |
| Predecesor: Carl Gustaf Ekman | Primer ministro de Suecia 1928-1930 | Sucesor: Carl Gustaf Ekman |